# Langues elfiques
Les langues elfiques (également appelées simplement elfique ou elfe) sont des langues imaginaires parlées par les peuples elfes de diverses œuvres de fantasy. Leur degré d'élaboration est très variable, de la simple allusion à l'élaboration d'une véritable langue construite.
En particulier, J. R. R. Tolkien, en parallèle à l'écriture des récits de la Terre du Milieu, a inventé une série de langues elfiques dont l'existence ne se réduit pas à leur mention en narration. La mythologie qu'il a créée s'est articulée autour de ces langues, en commençant avec ce qu'il appelait au départ qenya et goldogrin, les premières formes des langues elfiques, qui devinrent ultérieurement le quenya (haut-elfique) et le sindarin (gris elfique), les deux langues les plus complètes qu'il ait inventées. Il a également élaboré d'autres langues, plus parcellaires, apparentées à ces deux-là. Les Elfes sont aussi crédités de l'invention des deux principaux systèmes d'écriture : les tengwar de Fëanor et les cirth de Daeron.
Avec d'autres langues non-elfiques placées dans le même monde imaginaire, elles forment l'ensemble des langues de la Terre du Milieu. Elles sont l'objet d'études de la part de l'Elvish Linguistic Fellowship.
Pour la bande musicale du film La Communauté de l'anneau de Peter Jackson, la chanteuse irlandaise Enya a interprété une chanson en quenya (May It Be, 2001), et une autre en sindarin (Aníron).
Le moteur de recherche le plus populaire de Russie, Yandex, lance le 15 janvier 2016 un traducteur en ligne en langue elfique. L'application permet de traduire des textes vers ou depuis le sindarin. L'équipe de Yandex-Traduction « a étudié des manuscrits elfiques » pour créer le traducteur (Le Républicain lorrain, édition du 17 janvier 2016).

## Langues elfiques chez Tolkien
| Histoire interne des langues elfiques de Tolkien                    | Histoire interne des langues elfiques de Tolkien                          | Histoire interne des langues elfiques de Tolkien                                       | Histoire interne des langues elfiques de Tolkien                                       | Histoire interne des langues elfiques de Tolkien            | Histoire interne des langues elfiques de Tolkien                | Histoire interne des langues elfiques de Tolkien                                                     |
| ------------------------------------------------------------------- | ------------------------------------------------------------------------- | -------------------------------------------------------------------------------------- | -------------------------------------------------------------------------------------- | ----------------------------------------------------------- | --------------------------------------------------------------- | --- |
| Quendien primitif la langue de tous les Elfes à Cuiviénen           |                                                                           |                                                                                        |                                                                                        |                                                             |                                                                 | |
| Eldarin commun la langue des Elfes pendant la Grande Marche         | Eldarin commun la langue des Elfes pendant la Grande Marche               | Eldarin commun la langue des Elfes pendant la Grande Marche                            | Eldarin commun la langue des Elfes pendant la Grande Marche                            | Eldarin commun la langue des Elfes pendant la Grande Marche | Eldarin commun la langue des Elfes pendant la Grande Marche     | Avarin langues combinées des Avari (au moins six), certaines ont fusionné plus tard avec le nandorin |
| Quenya la langue des Ñoldor et des Vanyar                           | Quenya la langue des Ñoldor et des Vanyar                                 | Quenya la langue des Ñoldor et des Vanyar                                              | Telerin commun langue ancienne de tous les Lindar                                      | Telerin commun langue ancienne de tous les Lindar           | Telerin commun langue ancienne de tous les Lindar               | Avarin langues combinées des Avari (au moins six), certaines ont fusionné plus tard avec le nandorin |
| Quendya aussi appelé quenya vanyarin, langue quotidienne des Vanyar | Quenya de l'exil aussi appelé quenya ñoldorin, langue courante des Ñoldor | Telerin langue des Teleri ayant atteint les Terres Immortelles ; un dialecte du quenya | Telerin langue des Teleri ayant atteint les Terres Immortelles ; un dialecte du quenya | Sindarin langue des Sindar                                  | Nandorin langues des Nandor, certaines influencées par l’avarin | Avarin langues combinées des Avari (au moins six), certaines ont fusionné plus tard avec le nandorin |

### Filmographie
- Romain Filstroff, « L'Elfique de la Terre du Milieu (J.R.R Tolkien) », sur YouTube, 23 décembre 2017